# Solaris (film 1972)
Solaris (ros. Солярис, Solaris) – radziecki film fantastycznonaukowy zrealizowany w 1972 roku przez Andrieja Tarkowskiego, na podstawie powieści Stanisława Lema pod tym samym tytułem. Zdjęcia kręcono m.in. w Zwienigorodzie i w Tokio.
Film był nominowany do Złotej Palmy na Festiwalu Filmowym w Cannes w 1972 r., zdobywca nagrody FIPRESCI i Grand Prize of the Jury na tym samym festiwalu.

## Fabuła
Bohater, Kris Kelvin, wyrusza w kosmos, niosąc w sobie poczucie winy za samobójczą śmierć żony, Hari. Obcy byt – myślący ocean na planecie Solaris – materializuje najskrytsze myśli ludzi przebywających na stacji kosmicznej. Ożywia także Hari, która staje się żywym wyrzutem sumienia dla Krisa. Kontakt z fantomem żony staje się dla bohatera swoistą pokutą. W końcu następuje oczyszczenie i kosmonauta wraca na Ziemię.
Film jest luźną adaptacją jednej z najsłynniejszych powieści Stanisława Lema, skupiającą się na psychologii postaci, toteż w zasadzie trudno go zaliczyć do utworów fantastycznonaukowych sensu stricto. Autor porusza tu problemy moralne, które nadają mu raczej rangę traktatu filozoficznego o uniwersalnym przesłaniu. Inaczej niż w pierwowzorze Lema tematem filmu jest rodzaj ludzki stający w obliczu nieskończonego, niebezpiecznego i obcego Wszechświata, zaś ludzie są tu pokazani jako grzeszne istoty, którym obca planeta penetruje sumienia, czyniąc kontakt namiastką Sądu Ostatecznego.

## Recepcja
Stanisław Lem negatywnie ocenił tę ekranizację, mówiąc, że Tarkowski „nie nakręcił Solaris tylko Zbrodnię i karę”. Pisarz nigdy filmu nie obejrzał w całości.
Film niektórzy odczytywali jako rosyjską odpowiedź na 2001: Odyseję kosmiczną Stanleya Kubricka, jednak z innym przesłaniem: ostrzeżeniem przed technologicznym, odhumanizowanym światem.

## Obsada
- Donatas Banionis
- Natalja Bondarczuk
- Jüri Järvet
- Anatolij Sołonicyn
- Nikołaj Grińko jako ojciec Krisa
- Władisław Dworżecki
- Sos Sarkisjan
- Olga Barnet jako matka Krisa
- Julian Siemionow

## Nagrody
- 1972: Nagroda Specjalna Jury oraz Prix Interfilm na Międzynarodowym Festiwalu Filmowym w Cannes
- 1972: Statuetka Don Kichota (Nagroda Międzynarodowej Federacji Klubów Filmowych - FICC) na XVIII Międzynarodowym Festiwalu Filmowym w Karlowych Warach

Źródło: